# Aglia tau
The Tau Emperor (Aglia tau) là một loài bướm đêm thuộc họ Saturniidae. Nó được tìm thấy ở châu Âu.
Sải cánh dài 60–84 mm. Con trưởng thành bay làm một đợt từ tháng 3 đến tháng 7 tùy theo địa điểm.
Ấu trùng chủ yếu ăn các loài Dẻ gai châu Âu bạch dương hoặc  Alnus glutinosa, Salix caprea và Sorbus aucuparia

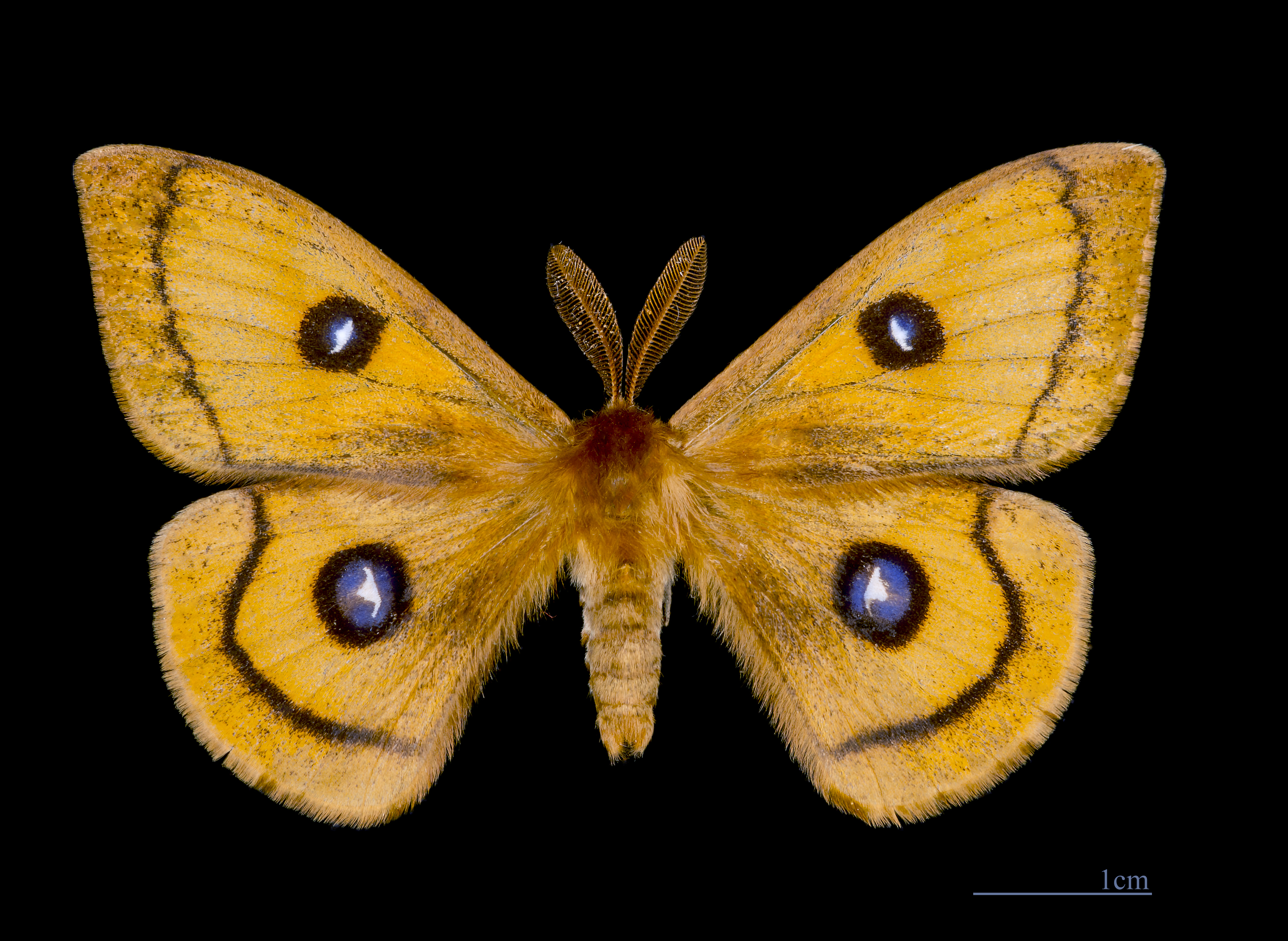
♂
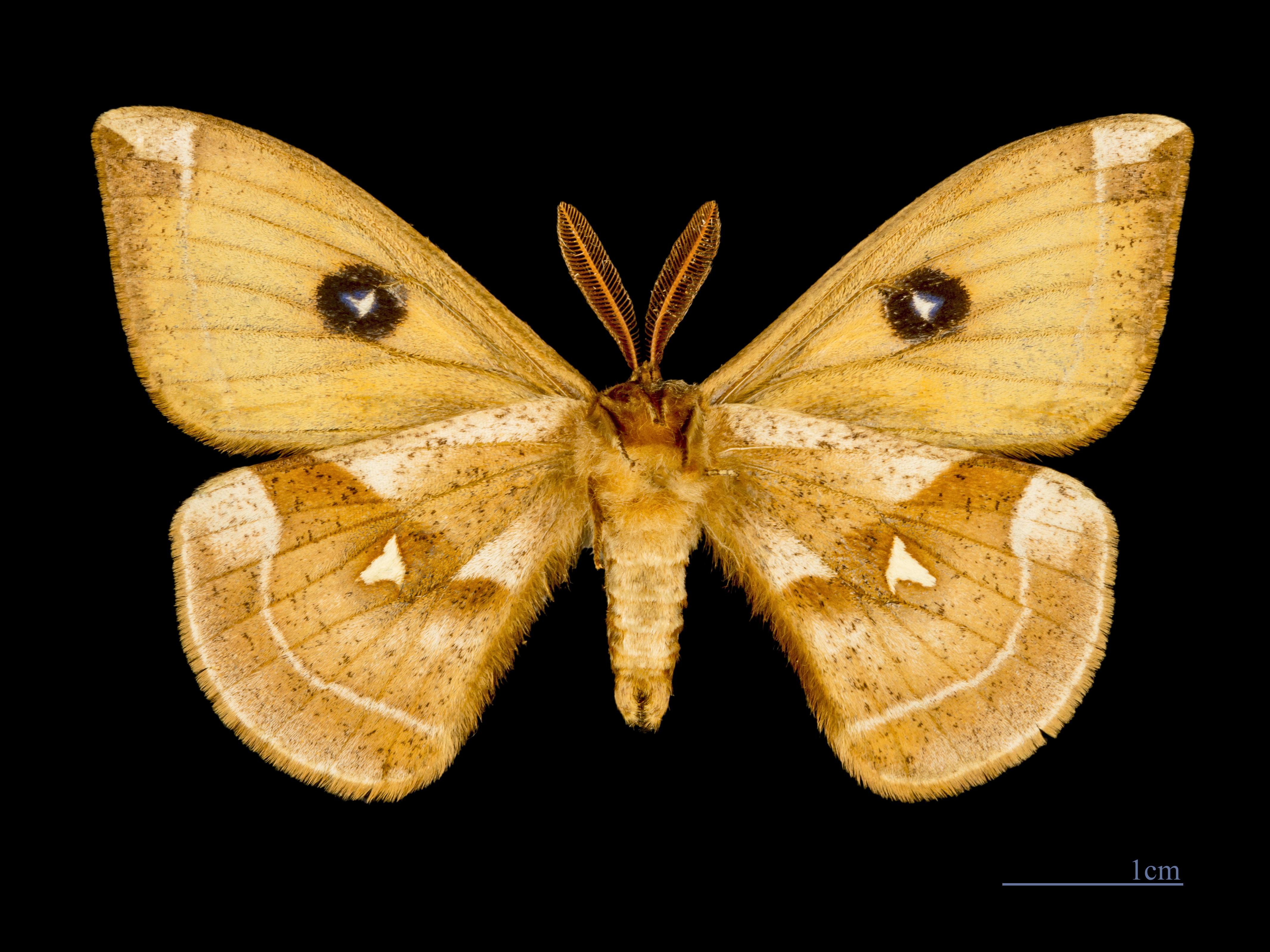
♂ △
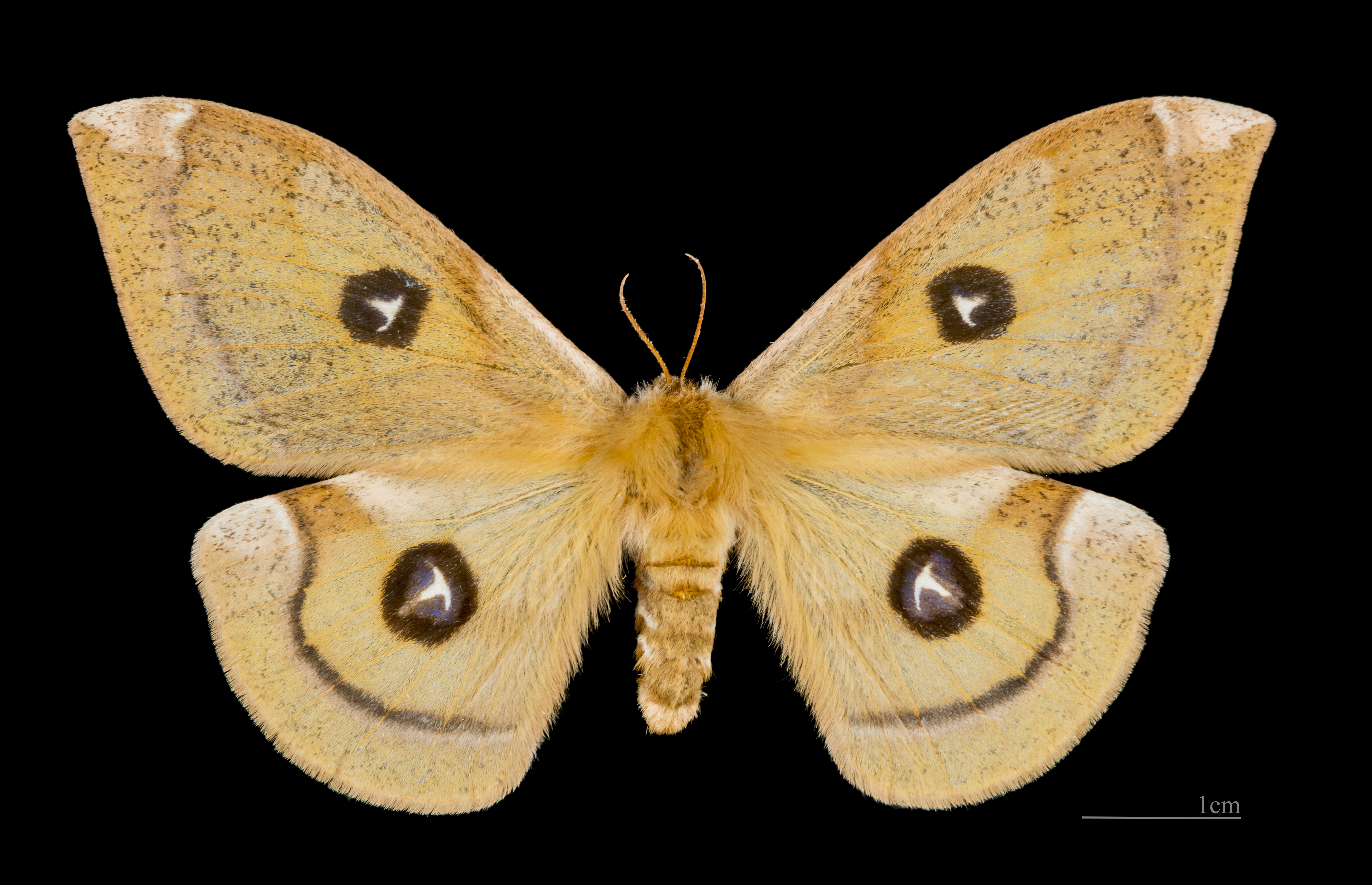
♀
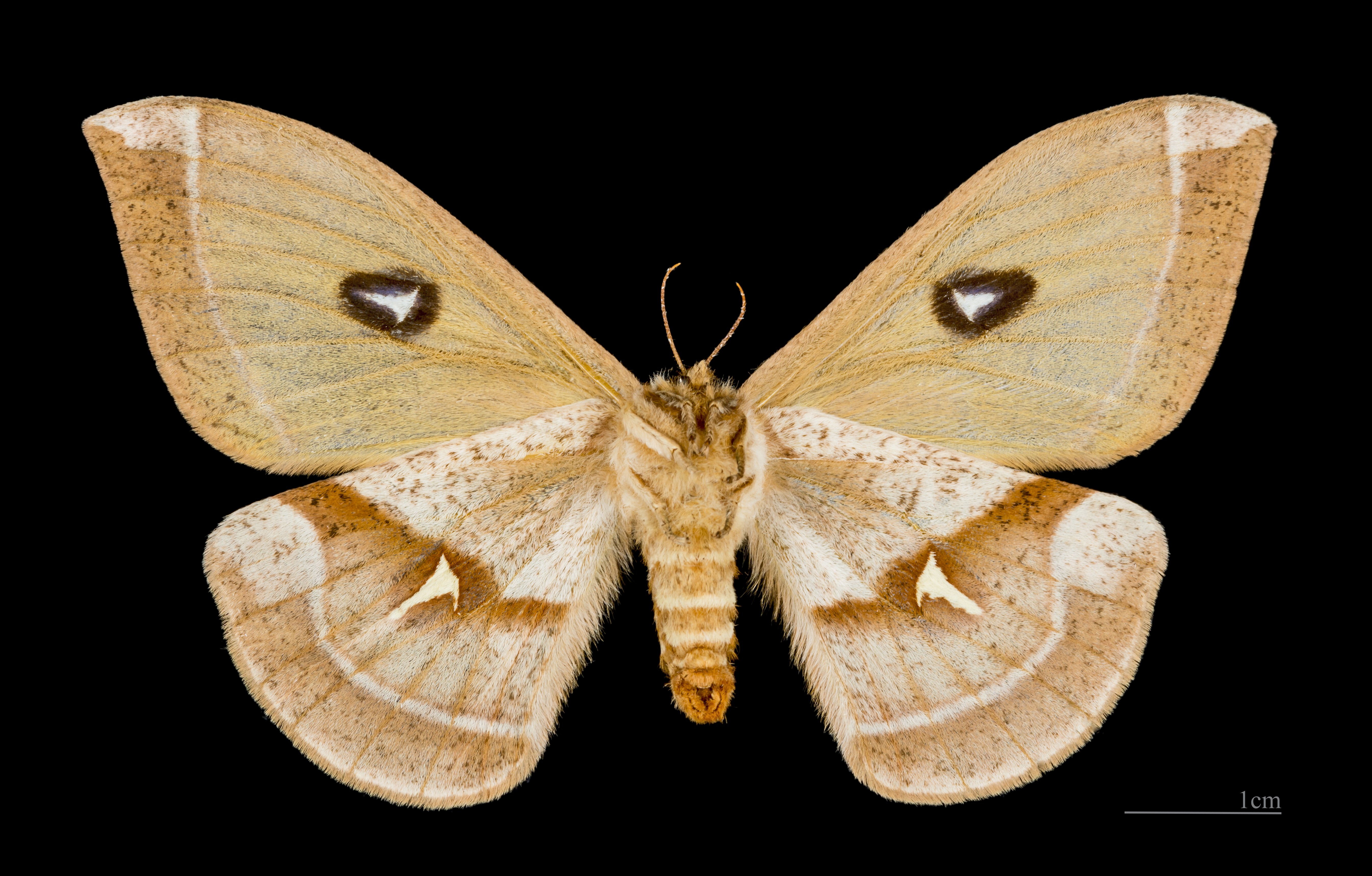
♀ △

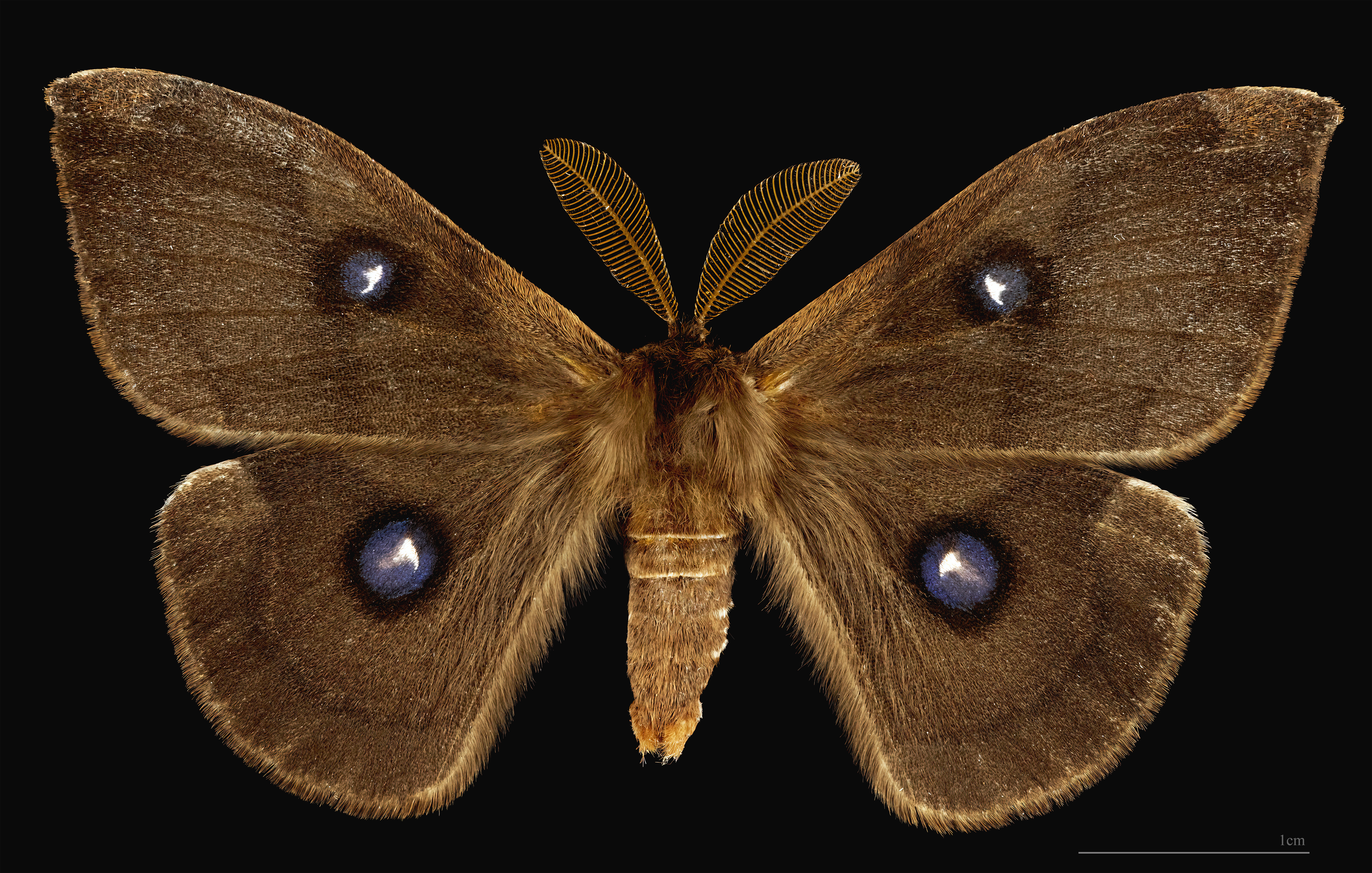
♂
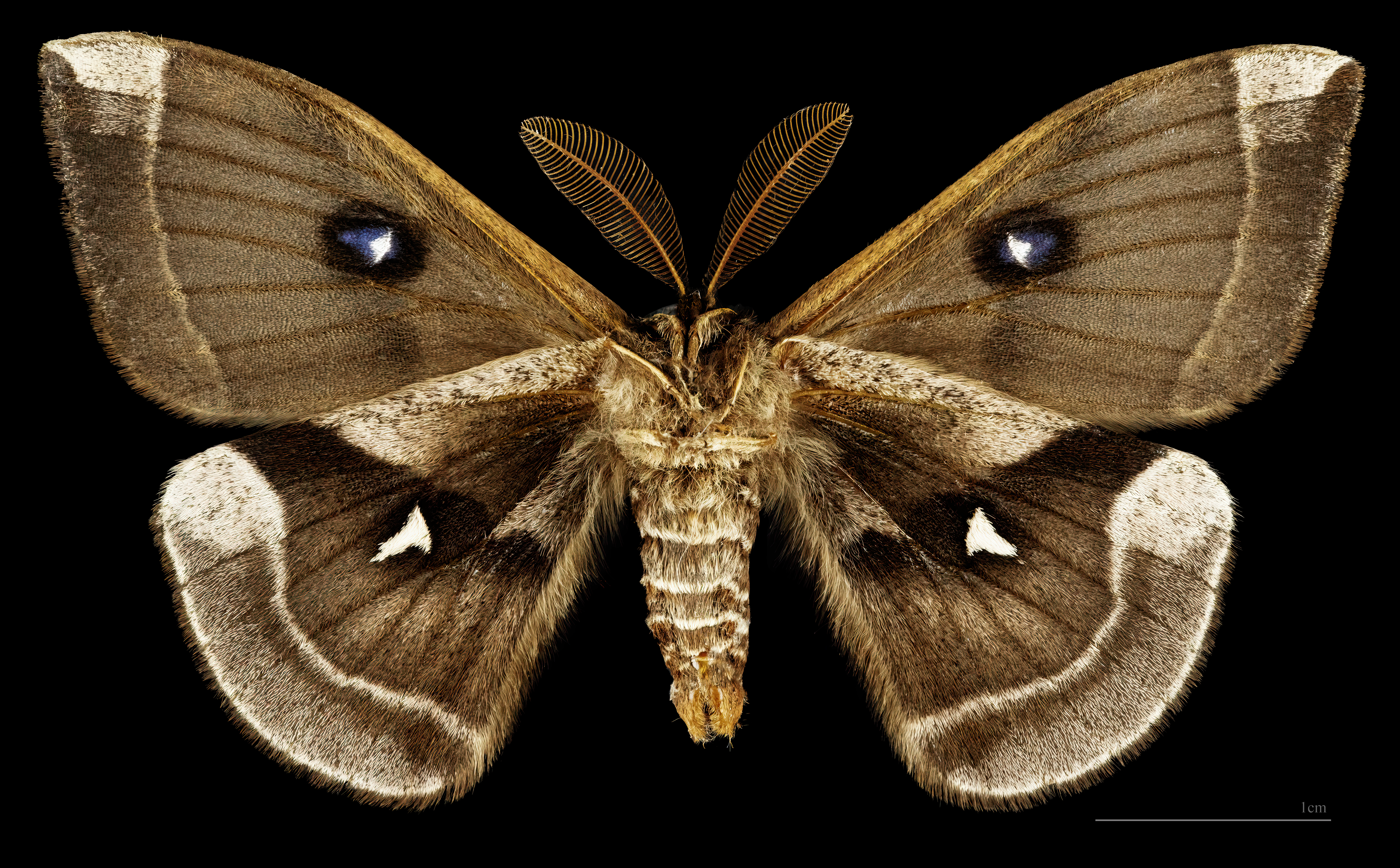
♂ △
♀
♀ △

Aglia tau
Aglia tau f. melaina

## Hình ảnh

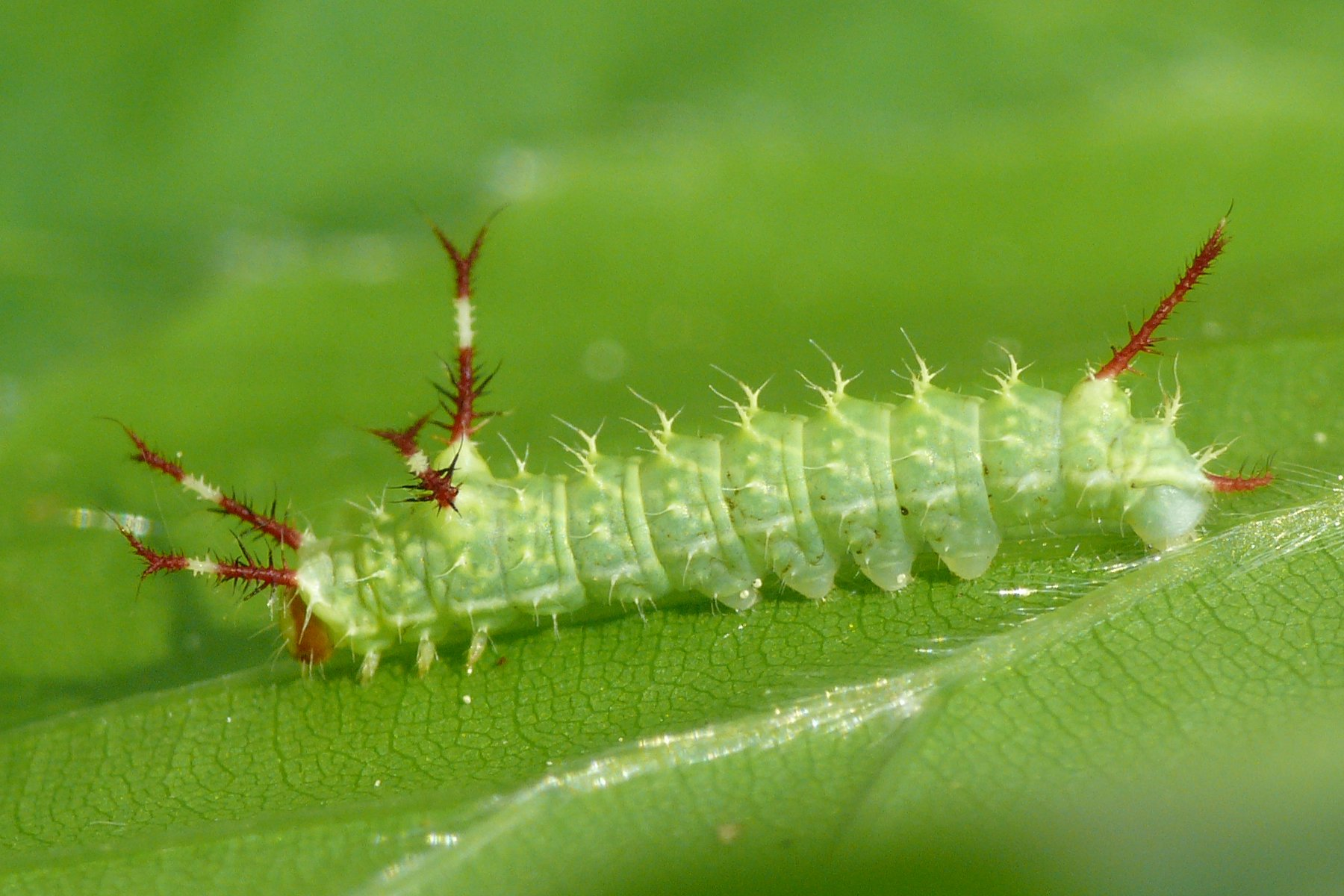
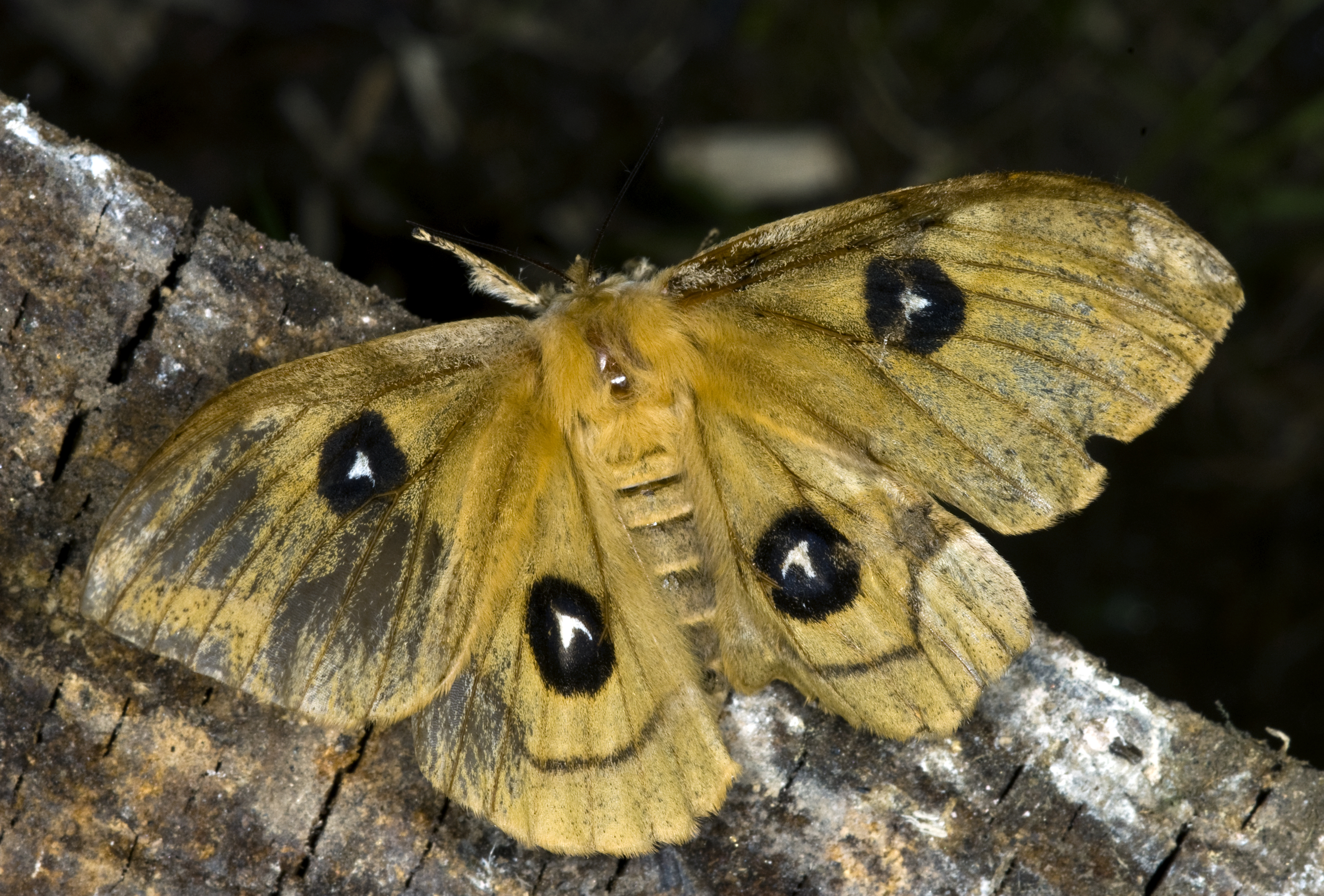
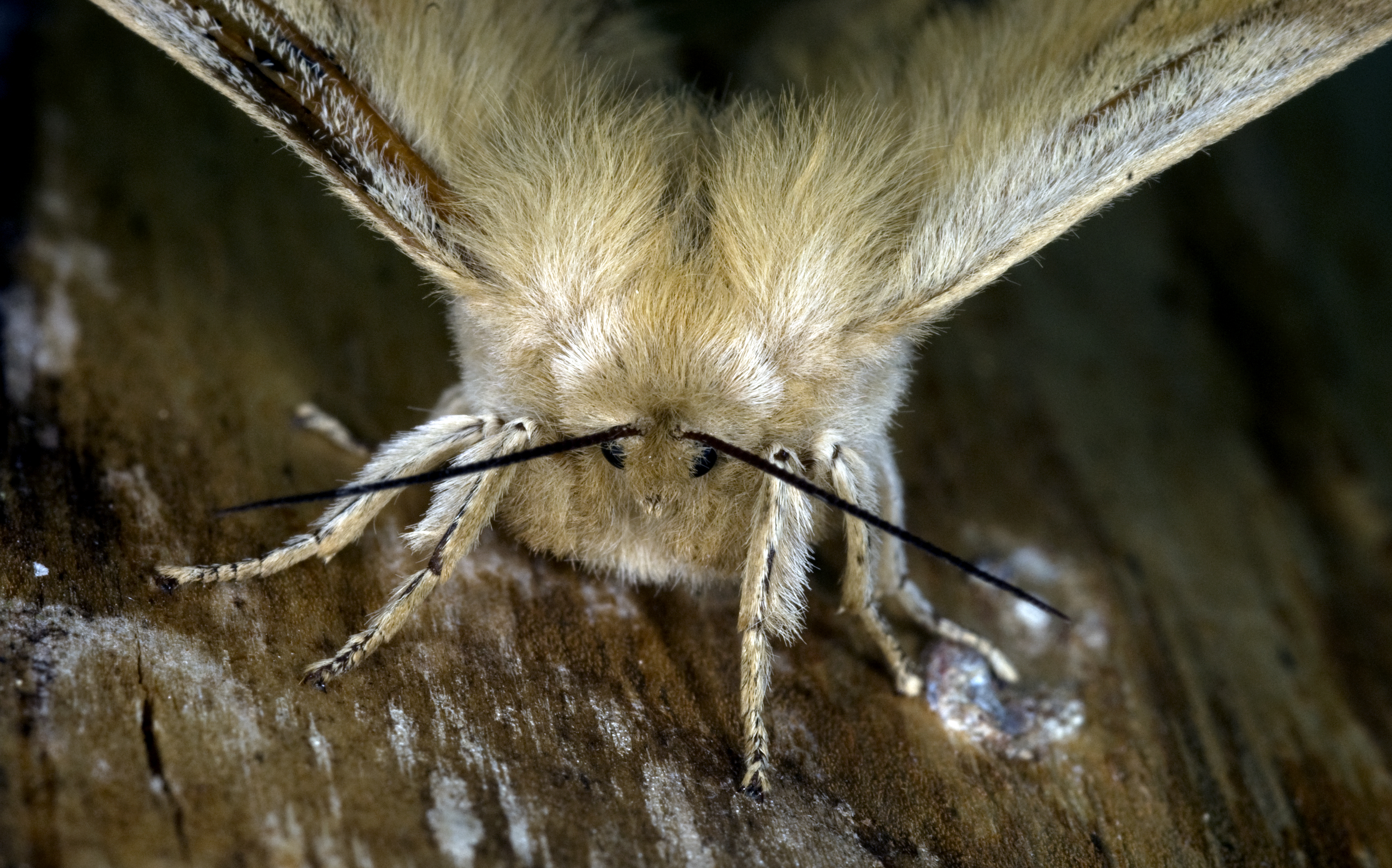